# بافت چوبی

Schematic cross section of part of a leaf, xylem shown as red circles at figure 8

بافت چوبی یا زایلِم (به انگلیسی: Xylem) بافتی که در گیاهان آوندی وظیفه انتقال آب و مواد معدنی محلول را بر عهده دارد بافت چوبی نام دارد.
بافت چوبی خود شامل پیش‌چوب Protoxylem و پس‌چوب Metaxylem است که آوند آبکش در میان آنها قرار می‌گیرد. بافت چوبی در تک‌لپه‌ای‌ها رشد رو به مرکز دارد.